# 722 TCN
722 TCN là một năm thất thủ